# Gryts herrgård

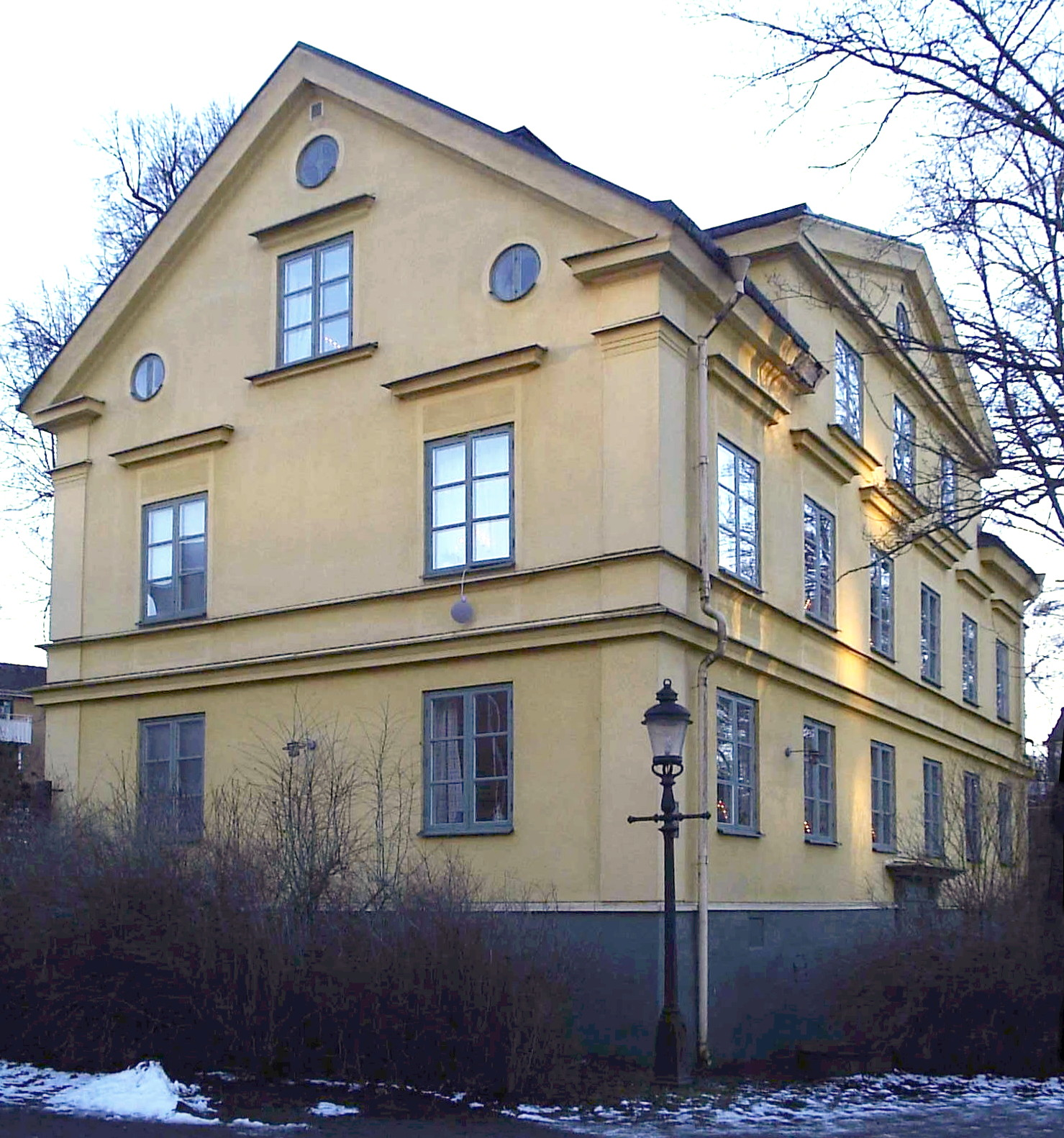
Gryts herrgård

Gryts herrgård ligger vid Motala ström i Grytsområdet i västra delen av Industrilandskapet, Norrköping. Den lilla herrgården, som inrymmer bostäder, uppfördes 1829 på källargrunden av 1700-talsgården Gropen och renoverades 1878 av stadsarkitekten Carl Theodor Malm. Senare renoveringar har förändrat fasaden. Författaren Oscar Levertin föddes här 17 juli 1862.